# Supercoupe de Russie de football 2009
La Supercoupe de Russie de 2009 est la septième édition de la Supercoupe de Russie. Ce match de football a lieu le 7 mars 2009 au stade Loujniki de Moscou, en Russie.
Elle oppose l'équipe du Rubin Kazan, championne de Russie en 2008, à celle du CSKA Moscou,  vainqueur de la Coupe de Russie 2007-2008.
Les règles du match sont les suivantes : la durée de la rencontre est de 90 minutes divisée en deux mi-temps de 45 minutes ; en cas de match nul à l'issue de ce temps réglementaire, deux mi-temps de prolongation d'une durée d'un quart d'heure chacune sont jouées suivi d'une séance de tirs au but si l'égalité persiste à l'issue de la prolongation. Trois remplacements sont autorisés pour chaque équipe.
Dans un match globalement dominé par le CSKA, celui-ci parvient à prendre l'avantage en fin de première période par l'intermédiaire du défenseur Deividas Šemberas. Les Kazanais arrivent cependant à égaliser par la suite à l'heure de jeu sur un but du capitaine Roman Charonov. Le score n'évolue pas à l'issue du temps réglementaire et les deux équipes doivent alors passer par la prolongation. La fin de la première période de celle-ci est marquée par la réduction du Rubin à dix contre onze à la suite de l'exclusion de l'entrant Gökdeniz Karadeniz. Le CSKA profite de cet avantage au cours de la deuxième mi-temps, Tomáš Necid permettant au club de l'armée de repasser devant au score à la cent-treizième minute de jeu. Le score n'évolue pas par la suite, permettant au CSKA remporter sa quatrième supercoupe, la première depuis 2007.

## Feuille de match
| ·              |                      |     |
| Titulaires :   |                      |     |
|                |                      |     |
| 77             | Sergueï Ryjikov      |     |
| 4              | César Navas          |     |
| 9              | Lasha Salukvadze     |     |
| 27             | Dato Kvirkvelia      |     |
| 76             | Roman Charonov       |     |
| 5              | Piotr Bystrov        | 46e |
| 6              | MacBeth Sibaya       |     |
| 7              | Sergueï Semak        |     |
| 14             | Serhiy Rebrov        | 60e |
| 16             | Christian Noboa      | 99e |
| 21             | Roman Adamov         |     |
|                |                      |     |
| Remplaçants :  |                      |     |
| 61             | Gökdeniz Karadeniz   | 46e |
| 15             | Aleksandr Ryazantsev | 61e |
| 32             | Andreï Gorbanets     | 98e |
|                |                      |     |
| Entraîneur :   |                      |     |
| Kurban Berdyev |                      |     |

| ·             |                      |      |
| Titulaires :  |                      |      |
|               |                      |      |
| 35            | Igor Akinfeïev       |      |
| 2             | Deividas Šemberas    |      |
| 4             | Sergueï Ignachevitch |      |
| 6             | Alexeï Bérézoutski   |      |
| 24            | Vassili Bérézoutski  |      |
| 42            | Georgi Schennikov    |      |
| 10            | Alan Dzagoev         | 78e  |
| 17            | Miloš Krasić         | 78e  |
| 18            | Iouri Jirkov         |      |
| 25            | Elvir Rahimić        | 104e |
| 9             | Vágner Love          |      |
|               |                      |      |
| Remplaçants : |                      |      |
| 7             | Daniel Carvalho      | 78e  |
| 89            | Tomáš Necid          | 78e  |
| 5             | Ramón                | 104e |
|               |                      |      |
| Entraîneur :  |                      |      |
| Zico          |                      |      |

| ·              |                      |     |
| Titulaires :   |                      |     |
|                |                      |     |
| 77             | Sergueï Ryjikov      |     |
| 4              | César Navas          |     |
| 9              | Lasha Salukvadze     |     |
| 27             | Dato Kvirkvelia      |     |
| 76             | Roman Charonov       |     |
| 5              | Piotr Bystrov        | 46e |
| 6              | MacBeth Sibaya       |     |
| 7              | Sergueï Semak        |     |
| 14             | Serhiy Rebrov        | 60e |
| 16             | Christian Noboa      | 99e |
| 21             | Roman Adamov         |     |
|                |                      |     |
| Remplaçants :  |                      |     |
| 61             | Gökdeniz Karadeniz   | 46e |
| 15             | Aleksandr Ryazantsev | 61e |
| 32             | Andreï Gorbanets     | 98e |
|                |                      |     |
| Entraîneur :   |                      |     |
| Kurban Berdyev |                      |     |

| ·             |                      |      |
| Titulaires :  |                      |      |
|               |                      |      |
| 35            | Igor Akinfeïev       |      |
| 2             | Deividas Šemberas    |      |
| 4             | Sergueï Ignachevitch |      |
| 6             | Alexeï Bérézoutski   |      |
| 24            | Vassili Bérézoutski  |      |
| 42            | Georgi Schennikov    |      |
| 10            | Alan Dzagoev         | 78e  |
| 17            | Miloš Krasić         | 78e  |
| 18            | Iouri Jirkov         |      |
| 25            | Elvir Rahimić        | 104e |
| 9             | Vágner Love          |      |
|               |                      |      |
| Remplaçants : |                      |      |
| 7             | Daniel Carvalho      | 78e  |
| 89            | Tomáš Necid          | 78e  |
| 5             | Ramón                | 104e |
|               |                      |      |
| Entraîneur :  |                      |      |
| Zico          |                      |      |

### Statistiques
| Statistique    | Rubin | CSKA |
| -------------- | ----- | ---- |
| Buts marqués   | 1     | 2    |
| Tirs           | 4     | 23   |
| Tirs cadrés    | 4     | 11   |
| Corners        | 1     | 2    |
| Fautes         | 19    | 17   |
| Hors-jeux      | 2     | 10   |
| Cartons jaunes | 6     | 5    |
| Cartons rouges | 1     | 0    |